# Diphylleia
Diphylleia es un género con tres especies de plantas 
perteneciente a la familia Berberidaceae.
La Diphylleia grayi, también conocida como flor esqueleto, tiene pétalos blancos que se vuelven translúcidos con la lluvia. Cuando se secan, vuelven a ser blancos. Crece en regiones como Japón, Corea y los bosques situados al este de los Estados Unidos, en los Apalaches.

## Taxonomía
El género fue descrito por André Michaux   y publicado en Flora Boreali-Americana 1: 203, pl. 19–20. 1803. La especie tipo es:

## Especies
- Diphylleia cymosa
- Diphylleia grayi